# Chajdyce
Chajdyce (niem. Neu Jerutten) – osada w Polsce położona w województwie warmińsko-mazurskim, w powiecie szczycieńskim, w gminie Świętajno, w sołectwie Jeruty.
W latach 1975–1998 miejscowość należała administracyjnie do województwa olsztyńskiego.